# Guilherme Augusto de Sousa Leite
Guilherme Augusto de Sousa Leite, primeiro e único barão de Águas Claras, (Petrópolis, 10 de novembro de 1851 — 13 de junho de 1918) foi um fazendeiro e engenheiro civil, ocupando diversos cargos administrativos de instituições públicas do Segundo Reinado, como a diretoria da Caixa de Conversão e a vice-presidência da Junta Administrativa da Caixa da Amortização. , foi Juiz de Paz, Inspector da Instrucção Publica e superintendente de ensino, vereador em Sapucaia - RJ, eleito em 03 de abril de 1875, compondo a primeira formação do parlamento municipal.
Formado em engenharia, em 1872, concluiu seus estudos em Liège, na Bélgica. Fazendeiro em Águas Claras, atualmente município de São José do Vale do Rio Preto, no Estado do Rio de Janeiro.
Casou-se com Josephina Maria (de Araújo Franco) de Souza Leite (1857-1920), filha do Capitão Antônio Augusto Franco e Leopoldina Maria de Araújo Franco, com que teve treze filhos; Lavínia Franco (S.D.); Domingos de Souza Leite (1878); Manoel José de Souza Leite (S.D.); Maria Augusta de Souza Leite (S.D.); Maria Luiza de Souza Leite (S.D.); Hermínia de Souza Leite (S.D.); Alfredo de Souza Leite (S.D.); Leopoldo de Souza Leite (S.D.); Eduardo de Souza Leite (1884); Haroldo de Souza Leite (1885-1937); Octavio de Souza Leite (1889); Irineu de Souza Leite (1892); e Eliza Santos de Souza Leite (1914).
Guilherme também teve geração com Júlia Cláudio de Souza Leite (S.D.), filha de Cláudio José da Silva e Francisca Carvalho, e conceberam Sylvia de Souza Leite (1884); Júlia de Souza Leite (1886); Antônio de Souza Leite (1889), Carlinda de Souza Leite (1891), Lúcia de Souza Leite (1895) e Cláudio de Souza Leite (1882). 
Um dos maiores beneficios que fez à sua terra natal foi por certo o ter conseguido trazer á sede da freguezia a via ferrea, caminho onde, sobre trilhos de ferro, corria o carro do progresso.
Não conseguiu somente; facilitou immenso a construcção da estrada. Além de fornecer-lhes animaes para conducção, acompanhava sempre em suas jornadas os directores da Companhia E. F. Principe do Grão Pará, Dr. João Martins da Silva Coutinho, e Barão de Araujo Maia, os quaes levantarão n'esta freguezia uma sobscripção de acções da Companhia no valor de trezentos contos de réis.

## Títulos nobiliárquicos e honrarias
Foi oficial da Imperial Ordem da Rosa.
Barão de Águas Claras, com Grandeza.
Título conferido por decreto imperial em 2 de maio de 1887. Faz referência a uma fazenda pertencente ao nobre, onde hospedou certa vez D. Pedro II do Brasil durante um mês, para tratar-se de  mal de glycosuria (“Sendo D. Pedro II, em 1887, victima de uma febre, cujo caracter não foi logo definido pelos facultativos, divergentes em seus diagnosticos, entendeu o medico do Imperador, o Dr. Claudio de Motta Maia, que S. M. devia entretanto tomar alguns dias de repouso completo em um bom clima).
A fazenda Águas Claras está localizada em bairro do mesmo nome, na atual São José do Vale do Rio Preto.
 

"Em sahindo de Aguas Claras, quiz o bondoso Monarcha recompensar o fagueiro acolhimento, e a franca hospitalidade que aqui encontrou. Eis a origem do titulo Barão de Aguas Claras".